# Lucho Chamié
Lucho Chamie (Arenal, Bolívar, 23 de enero de 1966) es un comediante y actor colombiano de ascendencia libanesa, realizador de parodias. Además, ha sido ganador de los premios: India Catalina Tv & Novelas.[cita requerida]

## Principios de su carrera
Desde muy niño se inclinó por la comicidad y el humor, a medida que fue creciendo iba descubriendo facetas que con el tiempo eran perfeccionadas con mucha facilidad debido a las ganas que tenía para salir adelante. 

## Carrera
Después de adquirir cierta experiencia se fue metiendo en el mundo de la radio y la televisión, laborando en empresas como RCN y la Organización Radial Olímpica y a la vez dirigiendo programas de humor como lo eran Ajá y qué y El disparate de la risa en el canal regional Telecaribe, tuvo la oportunidad de participar en una película llamada el Último carnaval, y actualmente dirige el programa Disparate de la risa con Lucho Chamié. Sus 2 personajes Margarito y Doña Leopo, le han significado reconocimiento y fama local.

## Premios
En 1997 ganó el premio TV & NOVELAS, en la categoría "Mejor Personaje Regional".
En 1998 nuevamente gana el premio TV & NOVELAS, en la categoría "Mejor Personaje Regional".
En 1999 ganó el premio INDIA CATALINA, en el festival de cine.

## Discografía
- Sencillamente Sensacional (2011)